# Mariusz Sawa
Mariusz Sawa (ur. 7 września 1975 w Chełmie) – polski piłkarz, który występował na pozycji napastnika, trener piłkarski.

## Kariera piłkarska
Karierę piłkarską rozpoczął w Gwardii Chełm, następnie występował w Polonii Warszawa, z którą w sezonie 1992/1993 uzyskał awans do I ligi. W ekstraklasie wystąpił w 23 meczach, w których zdobył jedną bramkę w meczu przeciwko Siarce Tarnobrzeg, wygranym przez Polonię 2:1. W późniejszym okresie występował między innymi w Górniku Łęczna, Motorze Lublin, Avii Świdnik, Lubliniance, fińskim Rovaniemen Palloseura, Polonii Przemyśl, Lewarcie Lubartów oraz MG MZKS Kozienice, a także amatorskim zespole KS Lublin. 

## Kariera trenerska
W 2010 został trenerem Wisły Puławy, którą poprowadził do awansu do II ligi, mimo to styczniu 2012 rozwiązał kontrakt z klubem za porozumieniem stron. W maju 2012 objął drugoligowy Motor Lublin, jednak po sześciu kolejkach sezonu 2012/2013, po uzyskaniu przez zespół czterech punktów, został zastąpiony przez Piotra Świerczewskiego. W sezonie 2013/2014 prowadził występujący w lidze okręgowej KS Dąbrowica. 
W kwietniu 2014 został ponownie trenerem Motoru, zastępując zwolnionego Roberta Kasperczyka i pełnił tę funkcję do końca sezonu 2014/2015. W styczniu 2016 został trenerem trzecioligowego JKS-u Jarosław, zaś w kwietniu 2018 czwartoligowej Polonii Przemyśl.
29 czerwca 2018 po raz trzeci objął stanowisko trenera Motoru Lublin. 17 września 2018 został odsunięty od prowadzenia pierwszego zespołu. Jego kontrakt z klubem został rozwiązany 28 września 2018.

## Statystyki
| Drużyna           | Od               | Do               | Wyniki | Wyniki | Wyniki | Wyniki | Wyniki  |
| Drużyna           | Od               | Do               | M      | Z      | R      | P      | % Zwyc. |
| ----------------- | ---------------- | ---------------- | ------ | ------ | ------ | ------ | ------- |
| Wisła Puławy      | 22 czerwca 2010  | 17 stycznia 2012 | 47     | 23     | 11     | 13     | 48,94   |
| Motor Lublin      | 6 maja 2012      | 12 września 2012 | 10     | 4      | 4      | 2      | 40      |
| Motor Lublin      | 29 kwietnia 2014 | 30 lipca 2015    | 41     | 23     | 8      | 10     | 56,1    |
| JKS 1909 Jarosław | 15 stycznia 2016 | 30 czerwca 2017  | 47     | 19     | 11     | 17     | 40,43   |
| Polonia Przemyśl  | 27 kwietnia 2018 | 30 czerwca 2018  | 7      | 5      | 0      | 2      | 71,43   |
| Motor Lublin      | 29 czerwca 2018  | 17 września 2018 | 8      | 4      | 3      | 1      | 50      |